# Oude Vest (Nieuwpoort)

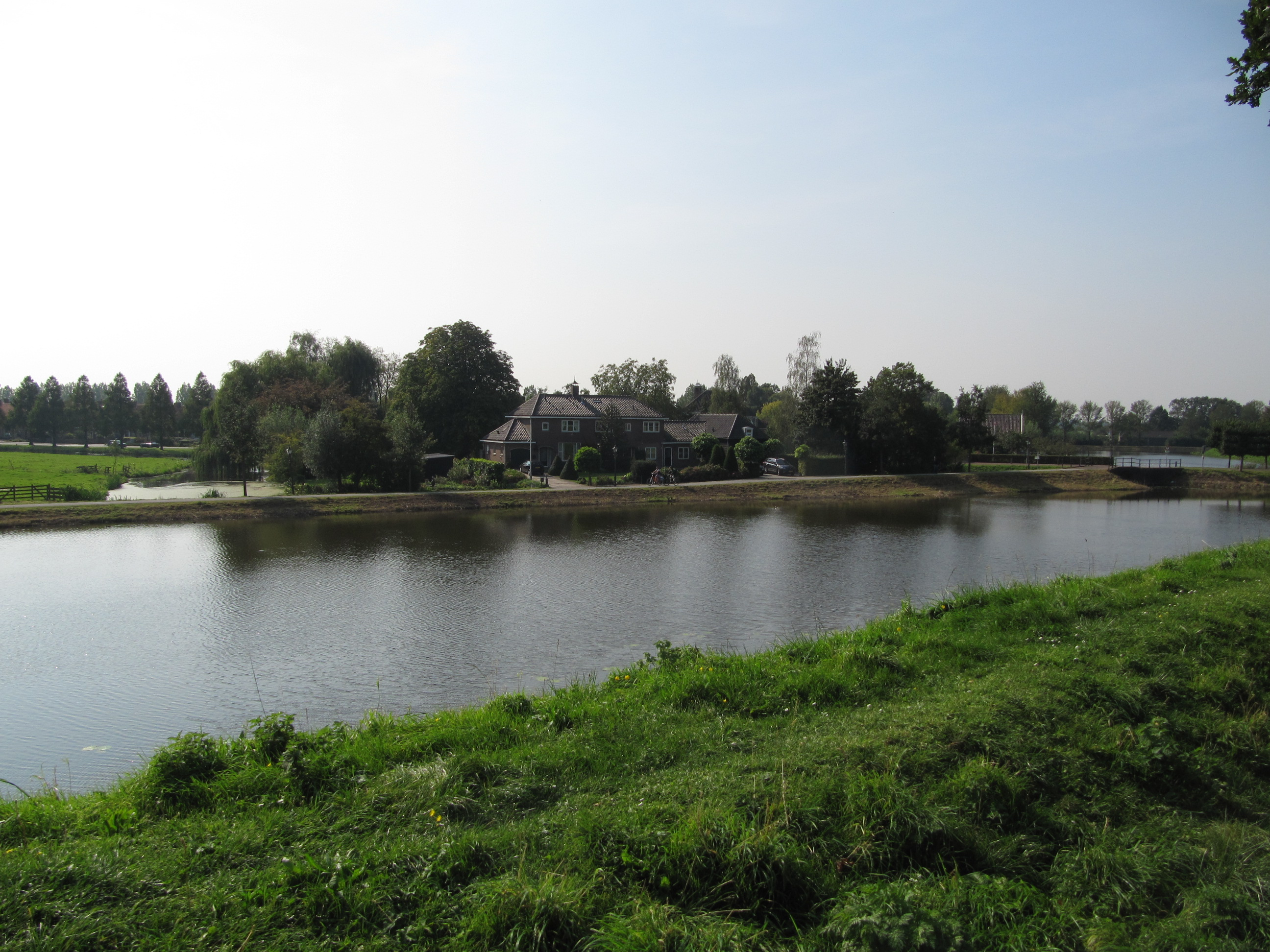
Zicht op de ravelijn en gracht vanaf de zuidelijke omwalling

Het huidige Oude Vest in de Nederlandse plaats Nieuwpoort, provincie Zuid-Holland, is een restant van de middeleeuwse vestinggracht ter breedte van 10 tot 15 meter, gelegen buiten het zuidelijk deel van de hoofdgracht, volgens een halfcirkelvormig beloop. De gracht kruist de Nieuwpoortseweg op ongeveer 200 meter ten zuiden van de Alblasserwaardse Poort.
Het Oude Vest vormde de gracht om de zuidelijke ravelijn.

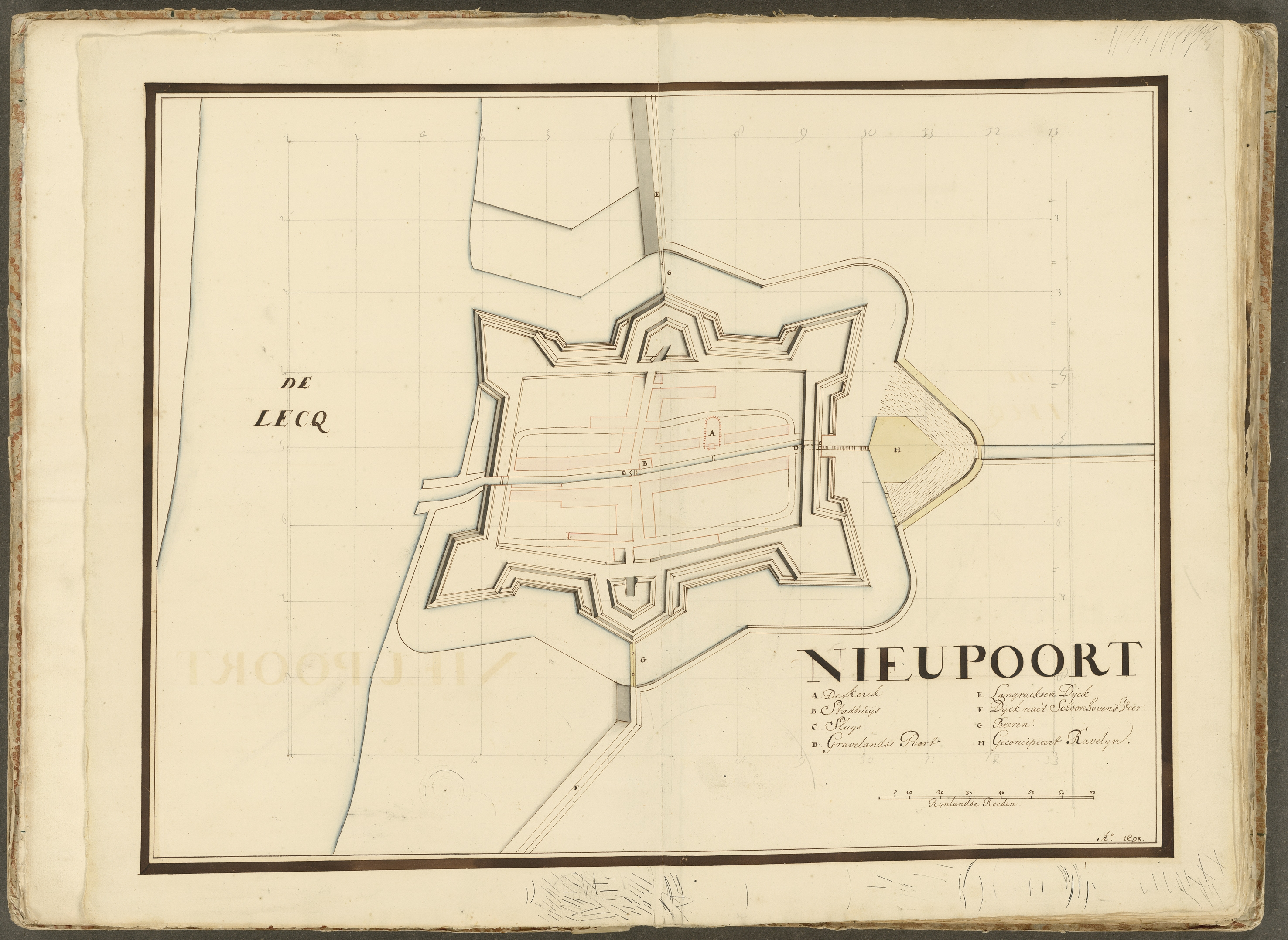
Oude Vest op een 17e-eeuwse kaart (geheel rechts, het zuiden, is de ravelijn met H aangeduid)